# Detective Stone
Detective Stone (Split Second) è un film del 1992, diretto da Tony Maylam. il film  costato 7 milioni di dollari  ne ha ricavati complessivamente 5,4 milioni.

## Trama
In una Londra del 2008, inquinata e parzialmente allagata dalla crescita del livello delle acque, il detective Stone, sospeso dal servizio in polizia per esaurimento nervoso, è deciso a mettere in trappola un feroce serial killer che strappa il cuore alle sue vittime. Una delle vittime era stata, alcuni anni prima, proprio il collega del detective.
Grazie all'aiuto di un nuovo giovane collega appena uscito dall'accademia, Stone scopre che gli omicidi avvengono con una cadenza legata al ciclo lunare, e che le tracce di DNA lasciate nei luoghi del delitto sono di tipo ricombinante, come se il killer fosse in grado di incorporare segmenti del codice genetico delle vittime.
Nello scenario apocalittico di una metropolitana abbandonata, il detective riesce a mettere le mani sul killer, sorta di creatura mutante, e a ucciderlo strappandogli il cuore. Ma alcune bolle d'aria che emergono poi dalla superficie dell'acqua stagnante rivelano un finale che non esclude la presenza di altre creature misteriose, ipoteticamente non dissimili dall'antagonista appena sconfitto.